# Gaspar Castelo Branco

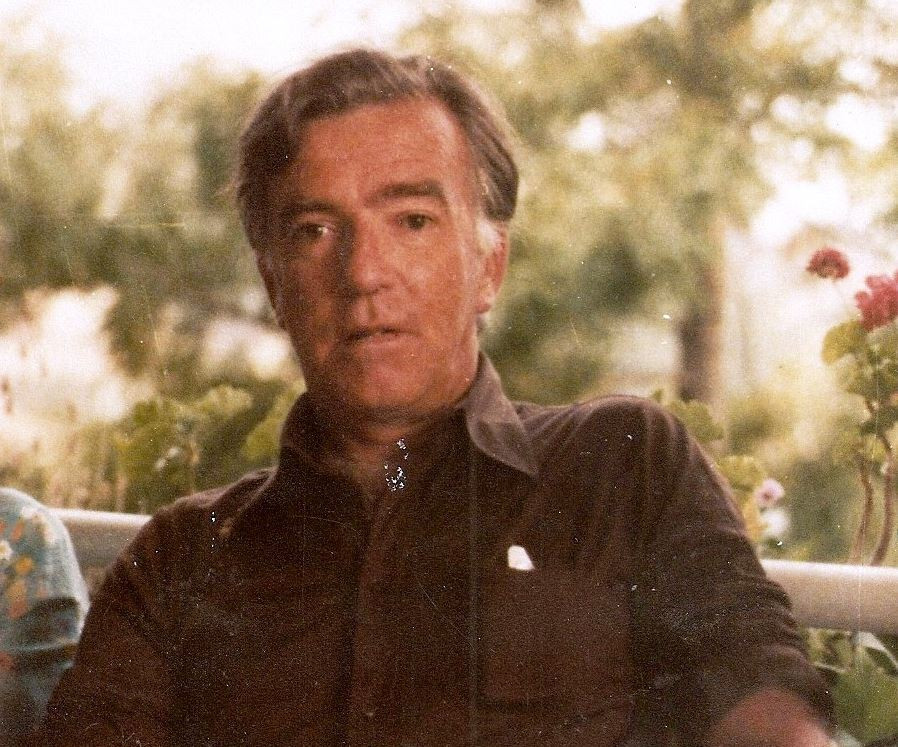
Gaspar Castelo-Branco

Gaspar de Queirós de Abreu Castelo Branco GCIH (Coimbra, 23 de abril de 1933 - Lisboa, Lapa, 15 de fevereiro de 1986), foi Director-Geral dos Serviços Prisionais, assassinado com dois tiros na nuca pelas Forças Populares 25 de Abril (FP25) a 15 de fevereiro de 1986, à porta de sua casa em Lisboa.

## Biografia

### Carreira Profissional
Licenciado em Direito pela Faculdade de Direito da Universidade de Coimbra em 1955, começou a sua carreira profissional como delegado do Ministério Publico em Soure, Ourém e mais tarde em Celorico de Basto. No início da década de 60, foi inspector da Policia Judiciária, Secretário do Ministro da Justiça João Antunes Varela e mais tarde inspector dos Serviços Prisionais. Em 30 de outubro de 1966 foi nomeado Director do Cadeia do Limoeiro, em simultâneo com a direcção da Cadeia das Mónicas, ambas entretanto encerradas. Em 22 de maio de 1975 foi promovido a Director de 2º classe e nomeado Director do Estabelecimento Prisional de Lisboa, vulgarmente conhecido por Penitenciária de Lisboa. Em 1976, foi-lhe atribuído um louvor, pela "acção desenvolvida na criação das condições de vida pacifica, ordenada, laboriosa e cultural, na Cadeia de Monsanto e na consolidação das boas relações entre todos". A partir de 18 de abril de 1979, foi promovido a Director de 1º Classe, acumulando também a direcção da Cadeia do Forte de Monsanto.
Em 1982, foi nomeado Director-Geral dos Serviços Prisionais, pelo Ministro José Menéres Pimentel, em consequência da aprovação da nova lei orgânica, que antevendo também as alterações futuras previstas para o Código Penal, instituía que as penas fossem sempre executadas com um sentido pedagógico e ressocializador. A lei orgânica entretanto aprovada, alertava para o enorme crescimento da população prisional que teria crescido de 2519 reclusos em 1974, para mais de 6000 em 1980.
Enquanto Director Prisional e posteriormente como Director Geral foi-lhe reconhecido o esforço feito na valorização e formação profissional dos reclusos, como forma de promover valorização pessoal e reinserção profissional futura do detido, apesar das enormes restrições orçamentais a que estava sujeito.

### Director Geral dos Serviços Prisionais
Considerado pelos seus próximos como "(...) um homem sem medo, corajoso e frontal, um servidor público e cumpridor da Lei (...) Gaspar Castelo-Branco assumiu o cargo de Director-Geral em 1982, para fazer aplicar uma nova lei dos serviços prisionais, naquela época composto por cadeias em avançado estado de degradação e com uma enorme sobrelotação, tendo a população prisional aumentado de 2519 para mais de 6000 reclusos entre 1974 e 1980.
Durante a existência activa as FP25, nunca as condições prisionais dos detidos tinham sido objecto de discussão. Foi apenas após a operação Orion, com a consequente detenção dos principais dirigentes, que este tema se tornou central nas reivindicações dos detidos. Estes reclamavam para si o estatuto de presos políticos, com direito a livre circulação dentro da cadeia, o regime de "cela aberta", bem como o direito ao contacto com os media sem qualquer autorização previa dos serviços prisionais, bem como receberem visitas a qualquer hora, sem que estivessem sujeitos ao regime e horários definidos e aplicados aos restantes reclusos.  Os presos, através dos jornais e da Comissão Pró Amnistia Otelo e Companheiro, dirigida por Isabel do Carmo e Carlos Antunes, começaram a fazer ecoar junto da opinião pública as condições a que estavam sujeitos, reclamando para si, simultaneamente, o estatuto de presos políticos e a aplicação de condições mais permissivas do que aquelas que usufruíam os presos de delito comum. No entanto, quer o Ministério Publico, quer a Direcção Geral de Serviços Prisionais defendiam um regime diferente, em conformidade com pelo tipo de crimes praticados e a perigosidade dos reclusos. Devido à classificação dos seus crimes como actos de terrorismo e existindo o risco de fuga, tendo alguns dos elementos presos escapado anteriormente de outras prisões, as medidas impostas a estes não sofreram alterações, sendo estas semelhantes ás aplicadas a outros detidos considerados muito perigosos.
No entanto, após a prisão de Otelo Saraiva de Carvalho, José Mouta Liz, Pedro Goulart e principalmente após a  fuga de dez reclusos do Estabelecimento Prisional de Lisboa, entre os quais se encontravam nove elementos das FP25, em 1985, foi aplicado aos presos um regime mais restritivo, isolando-os e impedindo a sua circulação no interior da cadeia, limitando a comunicação entre os mesmos e restringindo a comunicação para o exterior.
Descontentes com as imposições que lhes foram colocadas, durante o julgamento realizado nesse mesmo ano, que contava com vários detidos no âmbito da Operação Orion, os elementos das FP25 optaram por focar a narrativa do julgamento na reivindicação dos seus direitos, sendo discutidos judicialmente apenas os crimes de associação terrorista e o de atentado contra o Estado de direito. Até então, a organização tinha sido já responsável pelas mortes de Henrique Hipólito, soldado da GNR em Meirinhos, Agostinho Ferreira, comandante do posto da GNR de Alcoutim, dois guardas da GNR, mortos numa acção de retaliação e vingança, Diamantino Monteiro Pereira, administrador da Fábrica de Loiça de Sacavém, Rogério Canha e Sá, administrador da Gelmar, e de um bebé de quatro meses, Nuno Dionísio, vítima dum atentado à bomba na casa da sua família em São Mansos, Évora, entre muitos outros crimes violentos, baleamentos, atentados à bomba e dezenas de assaltos.
Perante as críticas da comunicação social e debaixo dos holofotes da opinião pública e das famílias dos presos, o poder político, incluindo o Primeiro-Ministro Aníbal Cavaco Silva, o Presidente da República António Ramalho Eanes e o Ministro da Justiça Mário Raposo, declinou quaisquer responsabilidades pelas condições de aprisionamento dos ditos terroristas, encaminhando-as para o seu Director-Geral, cujas funções e orientações eram tomadas e exercidas de acordo com o aval do próprio Ministério da Justiça. O culpado seria o Director-Geral. Face ao silêncio imposto pelo governo, Gaspar Castelo-Branco assumiu as responsabilidades, que verdadeiramente não lhe cabiam, em circunstâncias particularmente difíceis. "Só isso fazia sentido: por personalidade era um homem corajoso e frontal com um enorme sentido do dever e do bem público. Tornou-se o bode expiatório e pagou-o com a vida".

### Assassinato pelas Forças Populares 25 de Abril (FP-25)
A 15 de fevereiro de 1986, durante a tarde do dia de reflexão da segunda volta das eleições presidenciais, que elegeriam Mário Soares, contra Diogo Freitas do Amaral, após ter ido visitar um amigo, que se encontrava internado num hospital, Gaspar Castelo Branco preparava-se para receber alguns amigos para jantar, tendo parado para comprar alguns ingredientes numa charcutaria e posteriormente seguido caminho a pé, sob chuva miudinha, até a sua casa, situada na Estrela, freguesia da Lapa, Lisboa. Considerado um alvo prioritário a abater pela organização terrorista, o Director-Geral dos Serviços Prisionais foi assassinado com dois tiros na nuca, à queima-roupa, a poucos metros da porta de sua casa, por dois homens que o aguardavam dentro dum carro, fugindo de seguida. Eram cerca das 19h de uma tarde de sábado, com chuva miudinha, quando, o filho de Gaspar Castelo Branco, Manuel, é alertado insistentemente por um amigo que tinha acabado de sair de sua casa. Este deparou-se com o corpo caído no meio da rua, numa poça de sangue, sem no entanto o reconhecer. De imediato chamou o seu amigo Manuel para pedir ajuda. Este reconheceu o Pai pelo casaco que tinha vestido. Poucas horas depois, o atentado foi reivindicado pelas FP-25, tornando-se no mais alto funcionário do Estado a morrer às mãos da organização terrorista. Ao funeral de Gaspar Castelo-Branco, que não teve honras de Estado, só compareceu o então Ministro da Justiça Mário Raposo, não tendo estado presentes nem o Presidente da Republica em exercício, General Ramalho Eanes, nem o Primeiro Ministro Cavaco Silva.
Quase seis meses depois, 40 elementos das FP25, que se encontravam visados num julgamento, foram condenados por associação terrorista, mesmo após ter existido tentativa de manipulação dos meios de comunicação, intimidação de magistrados, testemunhas e réus colaborantes ou ainda a utilização de artifícios processuais para impedir a celeridade do julgamento. Nos recursos, as penas foram confirmadas pelo Tribunal da Relação e o Supremo Tribunal de Justiça, contudo o Tribunal Constitucional requereu a reapreciação da prova para determinar a extinção da Força de Unidade Popular (FUP). Devido a este facto, e apesar das penas terem sido sempre confirmadas ou até agravadas, em 1989, o Supremo Tribunal de Justiça, em conformidade com a decisão do Tribunal Constitucional, anulou a sentença inicial, sendo proferido mais tarde um novo acórdão, que condenava 42 arguidos e absolvia 15. Adiando-se a sentença para que transitasse em julgado, devido aos vários recursos apresentados, os crimes prescreveram, sendo os arguidos libertos. Apesar do "imbróglio jurídico" e da legislação da amnistia às "infracções de motivação política cometidas entre 27 de Julho e 21 de Junho de 1991" aprovada em 1996, por Mário Soares, os crimes de sangue, que não tinham sido amnistiados, somente foram a tribunal em 2001, tendo a maioria dos acusados sido absolvidos. Dois anos depois, os crimes de sangue prescreveram, nunca tendo sido castigados os responsáveis morais ou materiais da morte de pelo menos 13 pessoas.

### Condecoração
Em 1986, por proposta do X Governo Constitucional foi apresentada uma moção para que Gaspar Castelo Branco recebesse uma condecoração, sendo no entanto a ideia recusada pelo Presidente da Republica Mário Soares. Somente a 15 de fevereiro de 2016, 30 anos depois do seu assassinato, Gaspar Castelo Branco foi condecorado a título póstumo, com a Grã-Cruz da Ordem do Infante D. Henrique, pelo Presidente da República Aníbal Cavaco Silva. Foi a primeira e única distinção do Estado Português para com uma vitima de terrorismo.

## Dados genealógicos
Gaspar de Queirós de Abreu Castelo Branco foi o mais novo de nove filhos e filhas do Oficial Major de Infantaria do Exército Português, engenheiro militar e arquitecto Manuel de Abreu Castelo Branco (Fornos de Algodres, Fornos de Algodres, 31 de julho de 1890 - Fornos de Algodres, Fornos de Algodres, 1 de junho de 1957, sep. Coimbra), filho segundo do 3.° Conde de Fornos de Algodres e de sua mulher Maria Luísa de Queirós Pinto de Mesquita de Carvalho e Vasconcelos (31 de maio de 1899/1900 - 10 de junho de 1987), filha duma prima-irmã do 1.° Conde de Santa Eulália, e irmão do Coronel Manuel Nicolau de Abreu Castelo Branco, Oficial da Ordem Militar de São Bento de Avis a 16 de maio de 1959 e Comendador da Ordem Militar de São Bento de Avis a 6 de outubro de 1971.
Casou a 3 de setembro de 1966, na Casa da Bouça, em Lousada, com Maria Isabel Cabral de Noronha e Meneses (Braga, 30 de junho de 1942). Tiveram três filhos:
- Maria Isabel Cabral de Abreu Castelo Branco, nascida em Lisboa a 31 de julho de 1967, Secretária de Estado do Tesouro no XIX Governo Constitucional de Portugal e no XX Governo Constitucional de Portugal;
- Manuel Cabral de Abreu Castelo Branco, administrador de empresas, nascido em Braga a 14 de setembro de 1968;
- Maria Margarida Cabral de Abreu Castelo Branco, nascida em Lisboa a 6 de abril de 1971.